# 羅伯托·科倫波
羅伯托·科倫波（義大利語：Roberto Colombo；1975年8月24日—）是一位意大利足球運動員，在場上的位置是守門員。他曾經代表意大利U18國家隊參賽。